# Liste der Monuments historiques in Lanleff
Die Liste der Monuments historiques in Lanleff führt die Monuments historiques in der französischen Gemeinde Lanleff auf.

## Liste der Bauwerke
| Bezeichnung      | Beschreibung | Standort | Kennzeichnung | Schutzstatus | Datum | Bild           |
| ---------------- | ------------ | -------- | ------------- | ------------ | ----- | -------------- |
| Kirche Ste-Marie |              | (Lage)   | PA00089253    | Classé       | 1889  | weitere Bilder |

## Liste der Objekte
- Monuments historiques (Objekte) in Lanleff in der Base Palissy des französischen Kultusministeriums